# Poul Skuza-Mathisen
Poul Skuza-Mathisen, född 12 november 1926 i Köpenhamn, är en dansk-svensk målare, skulptör och stålgravör.
Han var från 1949 gift med Tove Nielsen. Skuza-Mathisen är huvudsakligen autodidakt som konstnär och genomförde kortare studieresor till Nederländerna och Frankrike. Han bosatte sig i Sverige på 1950-talet. Sedan 1948 har han deltagit några gånger i Kunstnernes Efteraarsudstilling och Charlottenborgsutställningarna i Köpenhamn samt i samlingsutställningar i Bukarest, Oslo och Reykjavik. Hans konst består av framställningar med bondebygdens människor, arbete och djur.     